# The Wave – Deine Realität ist nur ein Traum
The Wave – Deine Realität ist nur ein Traum (Originaltitel: The Wave) ist ein Science-Fiction-Film von Gille Klabin, der im September 2019 beim Fantastic Fest seine Weltpremiere feierte.

## Handlung
Der von seinem Image besessene Unternehmensanwalt Frank beschließt, durch eine wilde Nacht ein wenig Bewegung in sein Leben zu bringen. Er nimmt eine mysteriöse Droge, die ihn in ein aufregendes Zeitreise-Abenteuer entführt und ihn seinen Standpunkt in einem Versicherungsfall überdenken lässt.

## Produktion
Regie führte Gille Klabin. Das Drehbuch schrieb Carl W. Lucas, der im Film auch in der Rolle von Big Jesus zu sehen ist. Justin Long spielt den Anwalt Frank, Donald Faison übernahm die Rolle von Jeff.
Die Filmmusik komponierte Eldad Guetta. Das Soundtrack-Album mit insgesamt 16 Musikstücken wurde Anfang April 2020 als Download veröffentlicht.
Eine erste Vorstellung des Films erfolgte am 21. September 2019 beim Fantastic Fest. Kurz zuvor wurde ein erster Trailer vorgestellt. Die weltweiten Rechte an dem Film sicherte sich Epic Pictures.

## Rezeption
Dave Canfield von screenanarchy.com denkt, es werde dem Zuschauer viel Spaß bereiten, zu sehen, wie Frank versucht, mit den ständigen Veränderungen in der Realität fertig zu werden, so dass das weniger überraschende Ende der Geschichte gut funktionieren werde. Justin Long sei, wie zu erwarten war, perfekt in der Rolle des angehenden „Golden Boy“ und werde von einer fähigen Besetzung unterstützt, so von Donald Faison und Sheila Vand. Letztere sei genauso beeindruckend wie in A Girl Who Walks Home Alone At Night, aber die Show werde ihnen ein wenig von Tommy Flanagan und Ronnie Gene Blevins gestohlen. Flanagan strahle als Drogenlieferant, der Frank auf seine Reise schickt, eine starke mystische Präsenz aus, und Blevins sei einfach urkomisch.